# Charles Mahuza Yava

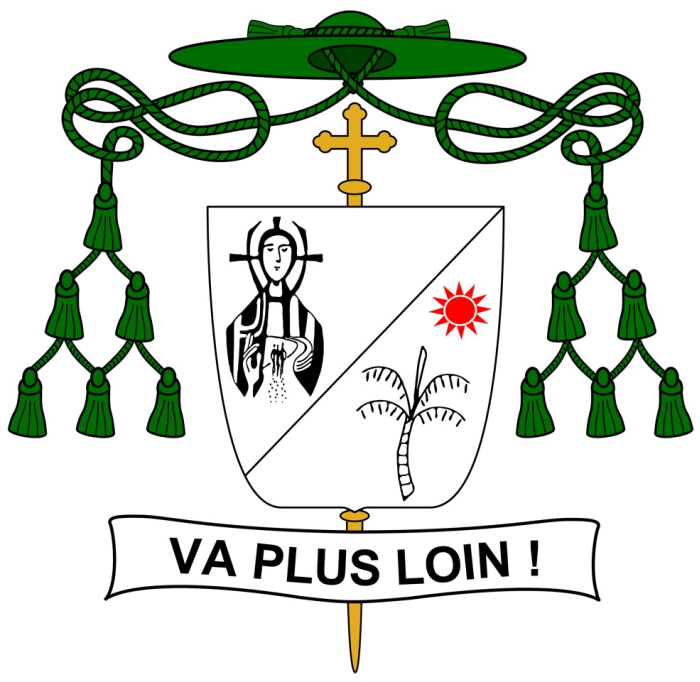
Wappen

Charles Mahuza Yava SDS (* 29. Juli 1960 in Sandoa) ist Apostolischer Vikar des Archipels der Komoren.

## Leben
Charles Mahuza Yava trat der Ordensgemeinschaft der Salvatorianer bei, legte die Profess am 8. September 1991 ab und empfing am 8. Mai 1993 die Priesterweihe. Papst Benedikt XVI. ernannte ihn am 1. Mai 2010 zum Apostolischen Vikar des Archipels der Komoren und Titularbischof von Apisa Maius.
Der Bischof von Port Victoria, Denis Wiehe CSSp, weihte ihn am 19. Juni desselben Jahres zum Bischof; Mitkonsekratoren waren Maurice Piat CSSp, Bischof von Port-Louis, und Gilbert Guillaume Marie-Jean Aubry, Bischof von Saint-Denis-de-la Réunion.